# Fracción de muestreo
En la teoría del muestreo, la fracción de muestreo es la relación entre el tamaño de la muestra y el tamaño de la población o, en el contexto del muestreo estratificado, la relación entre el tamaño de la muestra y el tamaño del estrato. La fórmula para la fracción de muestreo es
{\displaystyle f={\frac {n}{N}},}
donde n es el tamaño de la muestra y N es el tamaño de la población. Se producirá un valor de fracción de muestreo cercano a 1 si el tamaño de la muestra es relativamente cercano al tamaño de la población. Cuando se toman muestras de una población finita sin reemplazo, esto puede causar dependencia entre muestras individuales. Para corregir esta dependencia al calcular la varianza de la muestra, se puede usar una corrección de población finita (o multiplicador de población finita) de (N-n)/(N-1). Si la fracción de muestreo es pequeña, menor que 0.05, entonces la varianza de la muestra no se ve afectada de manera apreciable por la dependencia, y la corrección de la población finita puede ignorarse.